# Quickness
Quickness es el cuarto álbum de estudio de la banda estadounidense de hardcore punk Bad Brains.

## Listado de canciones
1. "Soul Craft" (Miller, Jenifer, Hudson)
2. "Voyage Into Infinity" Miller, Jenifer, Hudson
3. "The Messengers" Miller, Hudson, Hahn
4. "With The Quickness" Miller, Jenifer, Hudson
5. "Gene Machine/Don't Bother Me" Miller, Jenifer, Hudson
6. "Don't Blow Bubbles" Miller, Jenifer, Hudson
7. "Sheba" Miller, Hudson
8. "Yout' Juice" Miller, Jenifer, Hudson
9. "No Conditions" Miller, Jenifer, Hudson
10. "Silent Tears" Jenifer, Hudson
11. "The Prophet's Eye" Miller, Jenifer, Hudson
12. "Endtro" Miller, Jenifer

## Créditos
- H.R. - voces
- Dr. Know - guitarra
- Darryl Jenifer - bajo
- Earl Hudson - batería (aparece en los créditos pero no interviene en el disco)

con
- Mackie Jayson

- Datos: Q6094676